# Episodi di The District (quarta stagione)
La quarta e ultima stagione della serie televisiva The District, composta da 22 episodi, è stata trasmessa negli Stati Uniti sul canale CBS dal 27 settembre 2003 al 1º maggio 2004.
In Italia è stata trasmessa su Rai 2 nel 2008.
| nº | Titolo originale                      | Titolo italiano                 | Prima TV USA      | Prima TV Italia |
| -- | ------------------------------------- | ------------------------------- | ----------------- | --------------- |
| 1  | Jack's Back                           | Il ritorno di Jack              | 27 settembre 2003 | 2008            |
| 2  | The Devil You Know...                 | Il diavolo che conosci          | 4 ottobre 2003    |                 |
| 3  | Free Byrd                             | Il giorno del risentimento      | 11 ottobre 2003   |                 |
| 4  | The Kindness of Strangers             | La gentilezza degli sconosciuti | 18 ottobre 2003   |                 |
| 5  | Blind Eye                             | A muso duro                     | 25 ottobre 2003   |                 |
| 6  | Jupiter for Sale                      | Il prezzo della gloria          | 1º novembre 2003  |                 |
| 7  | A House Divided                       | Rancori secolari                | 8 novembre 2003   |                 |
| 8  | Acceptable Losses                     | Perdite accettabili             | 15 novembre 2003  |                 |
| 9  | In God We Trust                       | Il nuovo Robin Hood             | 22 novembre 2003  |                 |
| 10 | Hollow Spaces                         | Un’altra opportunità            | 13 dicembre 2003  |                 |
| 11 | The Voice Inside                      | Gatto matto                     | 20 dicembre 2003  |                 |
| 12 | Breath of Life                        | All'ultimo respiro              | 17 gennaio 2004   |                 |
| 13 | Party Favors                          | Segreti e potere                | 24 gennaio 2004   |                 |
| 14 | a.k.a.                                | A.K.A.                          | 7 febbraio 2004   |                 |
| 15 | D.C. Confidential                     | Musica assassina                | 14 febbraio 2004  |                 |
| 16 | On Guard                              | In guardia                      | 21 febbraio 2004  |                 |
| 17 | Family Values                         | Il valore della famiglia        | 28 febbraio 2004  |                 |
| 18 | The Black Widow Maker                 | Il tocco della vedova nera      | 2 aprile 2004     |                 |
| 19 | Passing Time                          | Eredità mortale                 | 17 aprile 2004    |                 |
| 20 | Ten Thirty-Three                      | 10-33                           | 24 aprile 2004    |                 |
| 21 | Open Season                           | Stagione aperta                 | 1º maggio 2004    |                 |
| 22 | Something Borrowed, Something Bruised | Videogiochi                     | 1º maggio 2004    | 2008            |